# Conflito no Curdistão sírio (2012–presente)
A revolta curda na Síria ou conflito no Curdistão sírio é um conflito armado que está ocorrendo atualmente na Síria por parte da população curda desse país contra o governo de Bashar al-Assad e contra grupos jihadistas que atuam no seu território, no contexto da Guerra Civil Síria.
Durante a Guerra Civil Síria, os curdos têm, principalmente, permanecido em neutralidade, mas os militantes curdos se enfrentaram esporadicamente com as forças do governo sírio e com o Exército Livre Sírio sobre o controle no norte e nordeste da Síria.
Ao fim de 2013, facções extremistas começaram a combater tanto militantes da oposição, quanto soldados do governo sírio. O grupo Estado Islâmico do Iraque e do Levante lançou-se então em várias ofensivas e tomou enormes porções de territórios no Iraque e na Síria. Em meados de 2014, começaram a lançar ataques em larga escala contra o Curdistão iraquiano e sírio. Na Síria, os combates deixaram centenas de mortos e ondas de milhares de refugiados. Aviões dos Estados Unidos e de nações árabes lançaram ataques aéreos contra alvos do Estado Islâmico na região curda. A violência na região se intensificou e a situação humanitária se deteriorou.

## Antecedentes
Os curdos compõem nove por cento da população da Síria ou 2 milhões de pessoas. O governo considera o nordeste do país, onde vivem muitos curdos de importância estratégica, porque contém uma grande porcentagem de suprimentos de petróleo do país.

### Distúrbios de Qamishli
Desde 2004, várias rebeliões em áreas curdas da Síria levaram ao aumento da tensão. Em 2004, ocorreram tumultos contra o governo em uma cidade do nordeste do país, Al-Qamishli. Durante uma caótica partida de futebol, algumas pessoas agitavam bandeiras curdas, e o jogo se transformou em um conflito político. Na repressão que se seguiu por parte da polícia e confrontos entre curdos e grupos árabes, pelo menos 30 pessoas foram mortas com algumas reivindicações que indicam um número de vítimas de cerca de 100 pessoas. Confrontos ocasionais entre manifestantes curdos e as forças do governo têm ocorrido desde então.

### Discriminação estatal
O sentimento antigoverno está presente entre a população curda há muito tempo. O governo sírio não reconhece oficialmente a existência de curdos na Síria e vários curdos foram destituídos de sua cidadania e foram registrados como estrangeiros. A língua e cultura curdas também têm sido suprimidas. No entanto, o governo tentou resolver esses problemas em 2011, concedendo uma cidadania a todos os curdos, mas apenas uma estimativa de 6 000 a 150 000 curdos apátridas foram dadas nacionalidade e regulamentações mais discriminatórias, incluindo a proibição de ensino curdo, ainda estão nos livros.

## Revolta síria
Os curdos participaram nos estágios iniciais da revolta síria em menor número do que os seus homólogos sírios árabes. Isso é explicado como devido à aprovação turca à oposição e a representação curda no Conselho Nacional Sírio "O regime tentou neutralizar curdos", disse Hassan Saleh, líder curdo do Partido Yekiti. "Nas áreas curdas, as pessoas não estão sendo reprimidas como nas áreas árabes. Mas os ativistas estão sendo presos". De acordo com Ariel Zirulnick do Christian Science Monitor , o governo Assad "conseguiu convencer muitos dos curdos e os cristãos da Síria que, sem a mão de ferro de um líder simpático para as ameaças representadas as minorias, eles podem ter o mesmo destino" que as minorias no Líbano e no Iraque.

### Curdos e a oposição

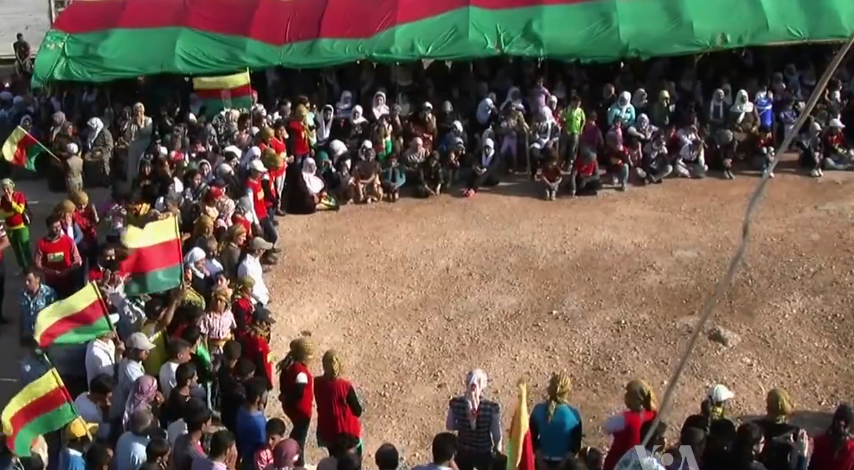
Partidários do Partido da União Democrática em um funeral de um morador local que morreu lutando na Turquia.

O Movimento Nacional dos Partidos Curdos na Síria, que consiste em doze partidos curdos da Síria, boicotaram uma cúpula da oposição síria em Antalya, Turquia, em 31 de maio de 2011, afirmando que "tal encontro realizado na Turquia só poderia ser prejudicial para os curdos da Síria, porque a Turquia é contra as aspirações dos curdos, e não apenas no que diz respeito ao norte do Curdistão, mas em todas as quatro partes do Curdistão, incluindo a região curda da Síria." O representante do partido esquerdista curdo, Saleh Kado, afirmou que "nós, os curdos na Síria, não confiamos na Turquia ou nas suas políticas, e foi por isso que decidimos boicotar a cúpula".
Durante a cúpula de agosto em Istambul, que levou à criação do Conselho Nacional Sírio, apenas dois dos partidos do Movimento Nacional dos Partidos Curdos da Síria, o Partido União Curda e o Partido Liberdade Curda, participaram do encontro. O líder curdo, Shelal Gado, indicou a razão pela qual não participou: foi a de que "a Turquia é contra os curdos... em todas as partes do mundo" e que "se a Turquia não dá direitos aos seus 25 milhões de curdos, como poderá defender os direitos do povo sírio e os curdos de lá?" Abdulbaqi Yusuf, representando o Partido Liberdade Curda, no entanto, afirmou que o seu partido não sentiu nenhuma pressão turca durante a reunião e participou para representar as demandas curdas.
Em 7 de outubro de 2011, o proeminente ativista dos direitos curdos, Mashaal Tammo, foi assassinado quando homens armados e mascarados invadiram seu apartamento; com o governo sírio sendo responsabilizado por sua morte. Pelo menos 20 civis também foram mortos durante a repressão das manifestações em todo o país. Em 20 de setembro, o político curdo Mahmoud Wali foi assassinado por homens armados e mascarados na cidade de Ras al-Ayn.

### Politicamente desalinhado
O presidente do Partido da União Democrática, Salih Muslim Muhammad, afirmou que a falta de participação ocorreu devido a uma decisão tática, explicando que: "Não é uma trégua de facto entre os curdos e o governo. As forças de segurança estão sobrecarregadas ao longo das províncias árabes da Síria por enfrentar os manifestantes, e não podem permitir a abertura de uma segunda frente no Curdistão sírio. De nosso lado, precisamos que o exército fique longe. Nosso partido está ocupado estabelecendo organizações, comitês, capazes de assumir o lugar da administração do Ba'ath no momento do colapso do regime".
O líder sênior do Partido dos Trabalhadores do Curdistão (PKK), Cemil Bayik, declarou em novembro de 2011 que se a Turquia fosse intervir na região curda da Síria, o PKK lutaria do lado curdo. O ramo sírio do PKK alegou no mesmo mês que estava envolvido na orientação dos curdos participantes da revolta. Murat Karayilan, chefe militar comandante do PKK, ameaçou transformar todas as áreas curdas na Turquia em uma zona de guerra se forças turcas entrarem na área curda da Síria.
Até 10 de março de 2012, 40 das 10.553 vítimas durante a revolta síria (representando aproximadamente 0,38% das vítimas) ocorreram no principalmente curda do Distrito de Al Hasakah, embora o distrito abrigasse cerca de 7% da população da Síria. Em 10 de junho de 2012, o Conselho Nacional Sírio, um grande de grupo oposição, anunciou Abdulbaset Sieda, de etnia curda, como seu novo líder.

### Acordo de Erbil

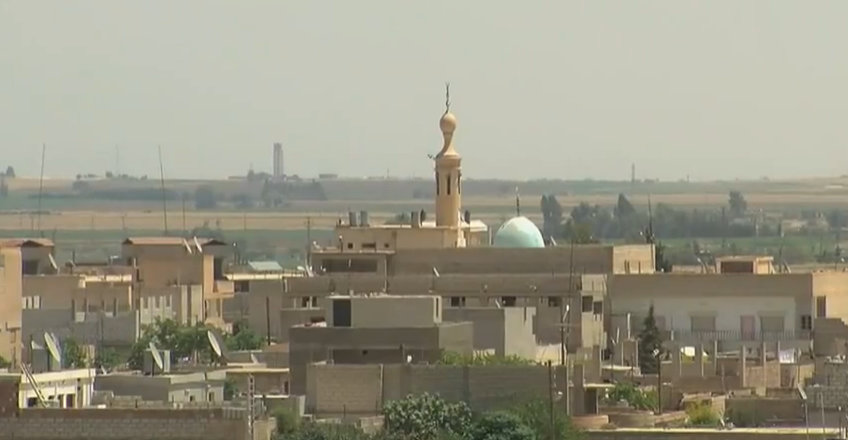
Em 22 de julho de 2012, Serê Kaniyê (Ra's al-'Ayn) (imagem acima) e uma série de outras cidades habitadas por curdos do nordeste da Síria foram capturadas pelas Unidades de Proteção Populares.

Os protestos contra o governo estavam em andamento nas áreas habitadas por curdos da Síria desde março de 2011, como uma parte mais ampla da revolta síria, mas os confrontos iniciaram depois que a oposição do Partido da União Democrática Curda (PYD) e do Conselho Nacional Curdo (KNC) assinaram um acordo de sete pontos em 11 de junho de 2012 em Arbil sob os auspícios do presidente do Curdistão iraquiano, Massoud Barzani. Este acordo, no entanto, não conseguiu ser implementado e assim um novo acordo de cooperação entre ambas as partes foi assinado em 12 de julho, que viu a criação do Supremo Comitê Curdo como um corpo governante de todos os territórios controlados pelos curdos.

### Cidades habitadas por curdos capturadas
As recém-criadas Unidades de Proteção Populares (YPG) invadiram a cidade de Ayn al-Arab (em curdo:  Kobanê) em 19 de julho, seguido pela captura de Amuda (em curdo:  Amûdê) e Afrîn (em curdo:  Efrîn) em 20 de julho O KNC e o PYD posteriormente formaram um conselho de liderança conjunta para conduzir as cidades capturadas. As cidades caíram sem grandes confrontos, as forças de segurança sírias se retiraram sem maior resistência. O exército sírio retirou-se para lutar em outro lugar.
As forças da YPG continuaram com seu avanço e em 21 de julho capturaram Al-Malikiyah (em curdo:  Dêrika Hemko), que está localizada a 10 quilômetros da fronteira com a Turquia. Os rebeldes, no momento também destinavam capturar Qamishli, a maior cidade da Síria com uma maioria curda. No mesmo dia, o governo sírio atacou uma patrulha de membros curdos do YPG e feriu um combatente No dia seguinte, foi relatado que forças curdas estavam ainda lutando por Al-Malikiyah (em curdo:  Dêrika Hemko), onde um jovem ativista curdo foi morto depois que as forças de segurança do governo abriram fogo contra os manifestantes. O YPG também assumiu o controle sobre as cidades de Ra's al-'Ayn (em curdo:  Serê Kaniyê) e Al-Darbasiyah (em curdo:  Dirbêsî), após as unidades de segurança e de política retirarem-se dessas áreas, seguindo por um ultimato emitido pelos curdos. No mesmo dia, confrontos eclodiram em Qamishli entre o YPG e as forças do governo em que um combatente curdo foi morto e dois ficaram feridos, juntamente com um oficial do governo.
A facilidade com que forças curdas capturaram as cidades e o recuo das tropas do governo foi especulado por ser devido ao governo chegar a um acordo com os curdos para que as forças militares da área pudessem ser liberadas para participar na luta contra as forças de oposição no resto do país. Em 24 de julho, o PYD anunciou que forças de segurança sírias retiraram-se da pequena cidade com 16 mil curdos de Al-Ma'bada (em curdo:  Girkê Legê), localizada entre Al-Malikiyah e as fronteiras turcas. As forças do YPG posteriormente assumiram o controle de todas as instituições do governo.

### Áreas habitadas por curdos autogovernadas
Em 2 de agosto, o Comitê Nacional de Coordenação para a Mudança Democrática anunciou que cidades de maioria curda na Síria, com a exceção de Qamishli e Hasaka, já não eram mais controladas pelas forças do governo e agora estavam sendo governadas por partidos políticos curdos.  Em Qamishli, as forças militares do governo e da polícia permaneceram em seus quartéis e as autoridades do governo da cidade permitiram que a bandeira curda fosse hasteada.
Foi relatado em agosto, que os curdos no norte da Síria haviam estabelecido comitês locais e postos de controle para fiscalizar carros. A fronteira entre o nordeste da Síria e o Iraque não era mais ocupada pelas forças do governo. Os curdos afirmaram que defenderiam suas cidades, caso as forças do governo ou da oposição tentassem controlá-las. Em algumas áreas de Qamishli, postos de controle do governo ainda estavam ativos, no entanto, o curdos negaram uma cooperação com o governo da Síria e afirmaram que as tropas permaneceram em seus postos com a esperança de evitar um confronto militar. No mesmo mês, o Exército Livre Sírio bombardeou com sucesso o centro de inteligência do governo na cidade.
Desde a retirada das forças militares e de segurança, a cidade de Ayn al-Arab (Kobanê) tem sofrido com a falta de comida e combustível. A situação também se agravou por causa do afluxo de refugiados de Alepo. Por causa da pobreza de Ayn al-Arab, moradores da cidade teriam supostamente começado a produzir cannabis (maconha), cujo transporte leva a uma sentença de prisão rigorosa pelas leis do governo. Alguns moradores, no entanto, expressaram dúvidas de que a prática surgiu recentemente, enquanto outros consideraram uma conspiração instigada pelos turcos para minar a soberania local dos curdos.
Em 6 de setembro, ativistas curdos informaram que 21 civis foram mortos no bairro curdo de Sheikh Maqsud em Alepo, quando o exército sírio bombardeou uma mesquita local e seus arredores. Apesar de o distrito ser neutro durante a Batalha de Alepo, livres de confrontos entre as forças do governo e do ELS, os moradores locais acreditam que o distrito foi bombardeado como retaliação por abrigar civis contrários ao governo de outras partes da cidade. Em um comunicado divulgado logo após as mortes, os curdos pelas Unidades de Proteção Populares prometeram retaliar. Alguns dias mais tarde, as forças curdas mataram três soldados em Afrin (em curdo:  Efrîn) e capturaram vários outros soldados do governo em Ayn al-Arab (em curdo:  Kobanê) e Al-Malikiyah (em curdo:  Dêrika Hemko), para onde se dirigiam as forças de segurança remanescentes do governo. Também foi relatado que o governo começou a armar tribos árabes em torno Qamishli, em preparação para um possível confronto com forças curdas, que ainda não controla completamente a cidade.
Pelo menos oito soldados do governo foram mortos e 15 ficaram feridos por um carro-bomba no distrito de al-Gharibi de Qamishli em 30 de setembro. A explosão tinha como alvo a filial da Segurança Política.

### Racha com islamitas e intensificação dos combates
Em 2013, viu-se um crescente racha entre militantes curdos e membros de organizações fundamentalistas radicais, como a Jabhat al-Nusra. Em algumas cidades, na região nordeste da Síria, combates foram reportados entre os dois grupos. Também foram denunciados sequestros e massacres perpetrados por milicianos islâmicos contra a população curda. Segundo matéria do canal televisivo de notícias iraniana Press TV e a agência estatal de noticias síria, SANA, em 6 de agosto, 450 pessoas (incluindo 120 crianças) foram executadas por homens da al-Nusra. A informação não pode ser verificada de forma independente.
Ao fim de outubro de 2013, militantes curdos assumiram o controle da estratégica cidade de Yarubiya, na fronteira entre a Síria e o Iraque. Segundo relatos, a província de Al Hasakah também passou para o controle curdo, após três dias de violentos combates contra grupos ligados a Al Qaeda. A escalada da violência na fronteira sírio-iraquiana entre fundamentalistas radicais e combatentes curdos tem se tornado generalizado.

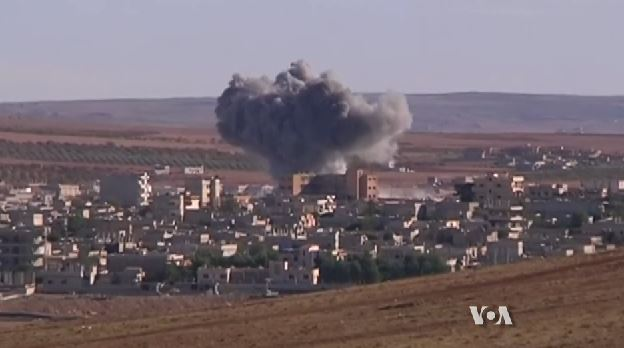
Uma explosão resultante do combate em Kobanê.

Em novembro de 2013, grupos curdos afirmaram ter assumido o controle de ao menos vinte e três cidades do norte do país, a maioria destas estava em mãos de jihadistas ligados a facções extremistas como a Al-Qaeda. Em janeiro de 2014, a Al Qaeda retomou o controle das cidades curdas de Tal Barak e de Tall Hamis, na província setentrional de Al-Hasakah.
Em meados de 2014, militantes do grupo Estado Islâmico do Iraque e do Levante (ou EIIL), enquanto conquistavam vastas porções de território no Iraque e na Síria, lançou diversas ofensivas contra o Curdistão sírio. Em setembro daquele ano, mais de 130 mil pessoas fugiram de suas casas, frente o avanço dos fundamentalistas. Os combates na região acabaram se intensificando nas semanas seguintes.
Em setembro de 2014, o EIIL lançou uma série de ataques contra a região do Curdistão na Síria. Na cidade de Kobanê, na fronteira turco-síria, centenas de guerrilheiros islamitas e combatentes curdos (apoiados por militantes da oposição síria) iniciaram uma intensa e sangrenta luta pelo controle desta estratégica região. As forças do Estado Islâmico reportaram consistentes avanços, apesar da avião militar dos Estados Unidos ter iniciado uma grande companha aérea contra os fundamentalistas. A batalha pela cidade ganhou assim enormes proporções, enquanto milhares de pessoas fugiram em busca de segurança. Ao fim de janeiro de 2015, os militantes do Estado Islâmico recuaram de Kobanê, mas a luta nas regiões vizinhas continuava.
Diferente dos seus aliados da oposição síria, os curdos conseguiam (embora sofressem muitas perdas no processo) segurar suas linhas de frente de forma eficiente e até passaram a ofensiva contra o Estado Islâmico em diversas oportunidades. Em junho de 2015, por exemplo, eles retomaram dos jihadistas extremistas a importante cidade de Tell Abyad, próxima a fronteira curda. Ao mesmo tempo, combates esporádicos contra o regime de Bashar al-Assad continuavam. Na cidade de Qamishli, várias posições do governo foram tomadas pelos curdos.

### Expansão do território controlado pelas forças curdas
A partir de 2015, as forças curdas começaram a colaborar com diversas milícias que estavam ligadas ao Exército Livre da Síria, como o Exército dos Revolucionários, a Brigada Democrático do Norte e a Frente dos Revolucionários de Raqqa, dando origem a um novo grupo: as Forças Democráticas Sírias. As FDS tornaram-se o principal recipiente da ajuda militar dos Estados Unidos durante a Guerra Civil Síria, eclipsando o Exército Livre da Síria, muito devido à efectividade das suas forças e às suas vitórias contra o Estado Islâmico. Com a criação das FDS, as forças curdas expandiram-se no território sírio, conquistando a cidade de Al-Hawl (primeira operação das FDS) e território nas proximidades de Raqqa (então capital do EI). Em 2016 e 2017, as FDS continuaram a alargar a sua área territorial, fortemente apoiados pela coligação liderada pelos Estados Unidos, conquistando a cidade de Manbij e diverso território no leste da Síria e a norte de Raqqa. No final de 2017, as milícias curdas conseguiram assumir o controlo sobre Raqqa, Tabqa, os vastos campos de petróleo na Síria oriental e chegando à fronteira com o Iraque. O crescimento territorial das FDS levou a um aumento de tensões com o governo de Bashar al-Assad, que acusam os curdos de serem separatistas e de traição pelo seu alinhamento com Estados Unidos. A Rússia, que chegou a colaborar com os curdos na sua luta contra o EI, também tem criticado as FDS, acusando-as de acolher antigos membros do EIIL nas suas fileiras. No entanto, a Turquia tornou-se a principal crítica das forças curdas e preocupada com o seu crescimento territorial, acusando as forças curdas sírias serem "satélites" do Partido dos Trabalhadores do Curdistão. O governo turco também criticou a alegada perseguição das forças curdas em relação às populações árabes, bem como o apoio dos EUA às forças curdas, mostrando-se  a sua total oposição à criação de uma Forças de Segurança da Fronteira Síria, liderada pelas forças curdas e supervisionada pela coligação liderada pelos americanos.

### Intervenção turca contra os curdos na Síria

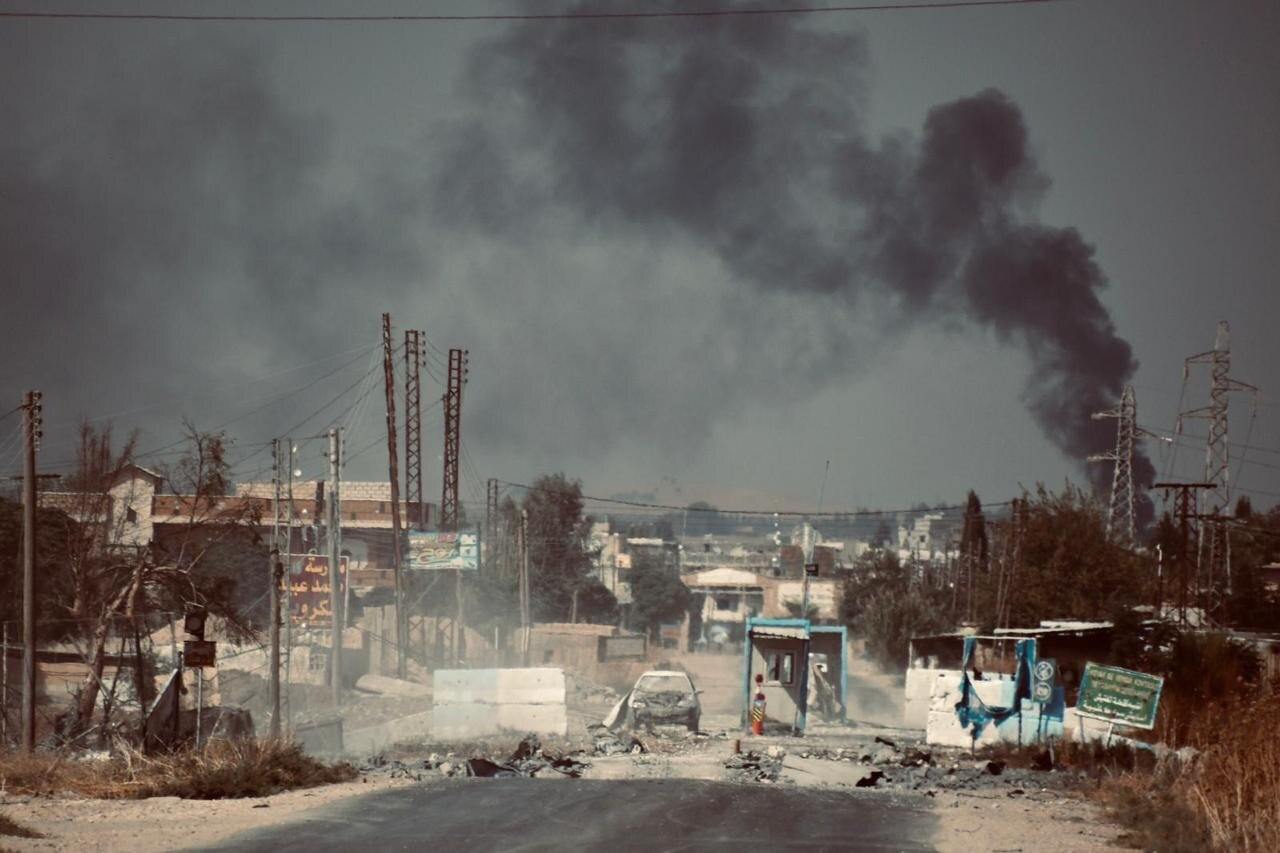
Uma região controlada pelas Forças Democráticas Sírias (FDS) sendo bombardeada pelos turcos, em outubro de 2019.

Após anos de tensões entre as forças turcas e as milícias curdas, o Exército Nacional Sírio e as Forças Armadas da Turquia iniciaram uma operação militar contra a região de Afrîn, controlada pelas forças curdas desde do início da Guerra Síria. Após meses de duros combates, Afrin foi conquistada pelas forças turcas e seus aliadas em março de 2018, que assim marcou o fim de 6 anos de controlo curdo sobre a cidade. O governo turco prometeu alargar a sua ofensiva contra posições curdas, tendo no seu objectivo, a conquista das cidades de Tal Rifaat e Manbij.
Em outubro de 2019, o exército turco lançou uma grande ofensiva militar nas províncias de Alepo, Al-Hasakah e Raqqa, em regiões controladas por milícias curdas. Desde a década de 1970, o governo turco luta uma guerra esporádica contra grupos curdos que buscam independência. Durante a guerra civil síria, os curdos da região do Rojava tem se fortalecido, recebendo vasto apoio do Ocidente (como os Estados Unidos e a Europa), especialmente para lutar contra o grupo terrorista Estado Islâmico. Encabeçando esta luta estava a milícia Forças Democráticas Sírias (FDS), que se tornou um dos grupos mais poderosos da região. A Turquia, temendo o fortalecimento dos curdos próximo a sua fronteira, começaram a conceber uma ação direta contra o FDS e seus aliados, porém estes eram protegidos pelas americanos. Porém, em outubro de 2019, o presidente Donald Trump afirmou que retiraria todos os soldados americanos da Síria e não interferiria no conflito turco-curdo. Muitos curdos viram essa ação como uma "traição" dos americanos, com vários políticos em Washington, D.C. condenando as ações do presidente afirmando que ele estaria "abandonando aliados do país". Os turcos imediatamente começaram sua ofensiva terrestre, chamada de Operação Primavera da Paz, com violentos embates acontecendo na fronteira, ameaçando a estabilidade de toda a região e possivelmente afetando do o quadro geopolítico do oriente médio.

## Cidades sob controle curdo
Desde Janeiro de 2013, as seguintes cidades estavam sob controle curdo:
1. Afrin (Efrîn)[73]
2. Al-Darbasiyah (Dirbêsî)[30]
3. Al‑Jawadiyah (Çil Axa)[74]
4. Al-Ma'bada (Girkê Legê)[32]
5. Al-Malikiyah (Dêrika Hemko)[73]
6. Al-Qahtaniyah (Tirbespî)[75]
7. Ali Kuz (Aali Kôz)[76]
8. Ashrafiyeh (Eşrefiye, distrito de Alepo)[77]
9. Amuda (Amûdê)[73]
10. Ayn al-Arab (Kobanê)[73]
11. Ain Diwar (Eyndîwer)[78]
12. Jindires (Cindirês)[75]
13. Qamishli (Qamişlo)[79][80]
14. Rajo (Raco)[81]
15. Ra's al-'Ayn (Serêkanî)[73]
16. Sheikh Maqsoud (Şêx Meqsûd, distrito de Alepo)[77]
17. Tel Adas (Girzîro)[82][83]
18. Tel Tamer (Tal Tamir)[79]

Segundo o Jerusalem Post, o PYD controla a cidade de Afrin juntamente com suas 360 aldeias vizinhas.